# Orpea
Orpea é um grupo ativo na área da saúde do idoso. Ele dirige uma rede de lares de idosos e clínicas de saúde. Este grupo foi fundado em 1989 por Jean-Claude Marian.
A rede de lares de idosos do grupo Orpea em Portugal foi confirmado que os lares tinham uma grave Negligência médica, falta de profissionais e uma má alimentação e que trabalhava de forma ilegal. 